# Superficie mínima de Costa
En matemáticas, la superficie mínima de Costa o simplemente superficie de Costa, es una superficie minimal embebida descubierta en 1982 por el matemático brasileño Celso José da Costa. También es una superficie de topología finita, lo que significa que puede formarse perforando una superficie compacta. Topológicamente se trata de un toro perforado tres veces.
Hasta su descubrimiento, se creía que el plano, el helicoide y la catenoide eran las únicas superficies mínimas embebidas que podían formarse perforando una superficie compacta. La superficie de Costa evoluciona a partir de un toro, que se deforma hasta que el plano final se vuelve catenoidal. Definir estas superficies en toros rectangulares de dimensiones arbitrarias produce la superficie Costa. Su descubrimiento desencadenó la investigación y el descubrimiento de varias superficies nuevas, y generó distintas conjeturas en topología.
La superficie de Costa se puede describir utilizando las funciones zeta de Weierstrass y elípticas de Weierstrass.